# Hlasiťákovi
Hlasiťákovi (v anglickém originále The Loud House) je americký animovaný televizní seriál, vysílaný od roku 2016 na stanici stanice Nickelodeon. Vytvořil jej animátor a komiksový kreslíř Chris Savino. Seriál vypráví o jedenáctiletém klukovi Lincolnovi Hlasiťákovi, který žije se svými deseti sestrami. Snaží se poskytnout divákům pohled na to, jaké to je žít s 10 sestrami a přitom udržet pořádek v tak velké domácnosti.

## Postavy

### Hlavní role
- Lincoln Hlasiťák: Jedenáctiletý kluk žije se svými deseti sestrami. Má rád komiksy Ace Savyho (superhrdinu z komiksu) a jeho nejlepší kámoš je Clyde.
- Lori Hlasiťáková: Lincolnova nejstarší sestra (17 let). Její kluk je Bobby. Jako jediná z dětí má řidičák.
- Leni Hlasiťáková: Je 2. nejstarší (16 let). Zajímá se o módu a je nejnajivnější z rodiny.
- Luna Hlasiťáková: (15 let) Má britský přízvuk a miluje tvrdou hudbu.
- Luan Hlasiťáková: (14 let) Zaměřuje se hlavně na komedii, někdy už ale ostatním leze na nervy.
- Lynn Hlasiťáková, Jr.: (13 let) Milovnice sportu, že všeho se snaží udělat sport
- Lucy Hlasiťáková: (8 let) opravdu děsivý člen této rodiny. Vždycky někoho vyděsí, když se zjeví někde, kde by to nikdo nečekal.
- Lana Hlasiťáková: (6 let) Chová ještěry a miluje bláto.
- Lola Hlasiťáková: (6 let) dětská miss krásy. Pokud ji někdo naštve, projde si příšerným peklem.
- Lisa Hlasiťáková: (4 roky) Na svůj věk velmi, velmi geniální, vlastně jedna z nejchytřejších lidí planety.
- Lily Hlasiťáková: Jednoleté nemluvně. Často ztrácí pleny a říká jen poo-poo! (pů-pů)
- Clyde McBride: (11 let) Je kamarád Lincolna Hlasiťáka. Je zamilovaný do Lincovy sestry Lori, má rád Ace Savyho (jako Lincoln) a je synem otců Harolda a Howarda McBridových.

### Vedlejší role
- Lynn Hlasiťák, Sr.: Je otec Lincolna Hlasiťáka a jeho sester. Má strach z pavouků a má rád puzzle.
- Rita Hlasiťáková: Je matka Lincolna Hlasiťáka a jeho sester. Pracuje jako zubařka.
- Bobby Santiago: (17 let) Je přítel Lori Hlasiťákové. Jeho sestra je Ronnie Anne Santiago.
- Ronnie Anne Santiago: Je mladší sestra Bobbyho. Má ráda skateboarding, videohry a někomu udělat vtípek, a je Lincolnova dobrá kamarádka
- Mr. Grouse: Je soused Hlasiťákových. Je ponurý a žije sám.
- Harold a Howard McBride: Jsou otcové Clyda (Lincolnova kamaráda). Harold je tichý a dobře vaří. Howard je emocionální člověk.

## Vysílání
| Řada | Díly          | Premiéra v USA    | Premiéra v USA    | Premiéra v ČR | Premiéra v ČR |
| Řada | Díly          | První díl         | Poslední díl      | První díl     | Poslední díl  |
| ---- | ------------- | ----------------- | ----------------- | ------------- | ------------- |
| 1    | 26            | 2. května 2016    | 8. listopadu 2016 | vysíláno      | vysíláno      |
| 2    | 26            | 9. listopadu 2016 | 1. prosince 2017  | vysíláno      | vysíláno      |
| 3    | 26            | 19. ledna 2018    | 7. března 2019    | vysíláno      | vysíláno      |
| 4    | 26            | 27. května 2019   | 23. července 2020 | vysíláno      | vysíláno      |
| 5    | 26            | 11. září 2020     | 4. března 2022    | vysíláno      | vysíláno      |
| 6    | 26            | 11. března 2022   | 2023              | bude oznámeno | bude oznámeno |
| 7    | bude oznámeno | 17. května 2023   | bude oznámeno     | bude oznámeno | bude oznámeno |

## Fandom
Seriál má po celém světě mnoho fanoušků a je jedním z nejúspěšnějších co se týče fanfikcí. Na uměleckých platformách jako např. DeviantArt vznikají denně desítky různých crossover koláží, komixů, ale také videí, písní, cosplayů neboilustrací generovaných umělou inteligencí.
V Česku se tímto zabývá mladoboleslavské studio Sarghe Fean, dlouhodobě používající jako maskota Lucy Hlasiťákovou.